# Back to Broadway
Back to Broadway é o vigésimo sexto álbum de estúdio da cantora estadunidense Barbra Streisand, lançado em 1993.
Trata-se de seu primeiro a ser lançado apóster assinado um contrato com a Sony Music, no valor de 60 milhões de dólares, no final de 1992. O lançamento ocorreu oito anos após o seu primeiro álbum de canções vindas da Broadway, o intitulado The Broadway Album, lançado em 1985.
Além de clássicos da Broadway, a lista de faixas inclui duas canções do musical Sunset Boulevard de Andrew Lloyd Webber, que estreou em Londres em 1993 e só estrearia na Broadway no ano seguinte.
A recepção da crítica especializada em música foi mista. William Ruhlmann, do site AllMusic, avaliou com três estrelas de cinco e escreveu que embora fosse "impressionante" não estava no nível de seu predecessor, lançado em 1985. Segundo ele, tal motivo deve-se a fatores como a escolha de canções (por dar preferência a composições mais recentes do que a clássicos), os arranjos e a produção que "se inclinam mais para o pop contemporâneo e o jazz leve" de produtores e arranjadores de música comercial como David Foster. Greg Sandow da revista Entertainment Weekly, deu uma nota C+ e considerou que era inferior ao The Broadway Album que ele considerou que tinha "drama generoso e verdadeira simplicidade" ao invés de superprodução e falta de espontaneidade.
Em 1994, foi indicado em duas categorias no Grammy Award: Melhor Álbum Vocal de Música Pop Tradicional e Melhor Performance Pop por uma Dupla ou Grupo com a faixa “The Music Of The Night”, na qual faz um dueto com o cantor Michael Crawford.
Comercialmente, obteve sucesso. Segundo a gravadora Columbia, mais de 1 milhão de cópias foram encomendadas antes de seu lançamento. Em 17 de julho de 1993, estreou e atingiu o topo nas parada musical Billboard 200, passou um total de 49 semanas na lista. Em 1994, a Recording Industry Association of America (RIAA) o certificou com dois discos de platina nos Estados Unidos, por vendas superiores a 2 milhões de cópias, dessa forma tornou-se o 5º de sua carreira a alcançar tal feito.

## Lista de faixas
- Créditos adaptados do site AllMusic.[4]

| N.º | Título                                                        | Compositor(es)                                     | Duração |  |
| 1.  | "Some Enchanted Evening"                                      | Oscar Hammerstein, Richard Rodgers                 | 3:52    |  |
| 2.  | "Everybody Says Don't"                                        | Stephen Sondheim                                   | 2:34    |  |
| 3.  | "The Music of the Night" (Dueto com Michael Crawford)         | Andrew Lloyd Webber, Charles Hart, Richard Stilgoe | 5:35    |  |
| 4.  | "Speak Low"                                                   | Ogden Nash, Kurt Weill                             | 4:08    |  |
| 5.  | "As If We Never Said Goodbye"                                 | Don Black, Christopher Hampton, Webber             | 4:44    |  |
| 6.  | "Children Will Listen"                                        | Sondheim                                           | 4:09    |  |
| 7.  | "I Have a Love/One Hand, One Heart" (Dueto com Johnny Mathis) | Sondheim, Leonard Bernstein                        | 4:44    |  |
| 8.  | "I've Never Been in Love Before"                              | Frank Loesser                                      | 3:49    |  |
| 9.  | "Luck Be a Lady"                                              | Loesser                                            | 3:31    |  |
| 10. | "With One Look"                                               | Black, Hampton, Webber                             | 3:32    |  |
| 11. | "The Man I Love"                                              | Ira Gershwin, George Gershwin                      | 3:39    |  |
| 12. | "Move On"                                                     | Sondheim                                           | 5:24    |  |

## Tabelas
| Tabela musical (1993)                 | Melhor posição |
| ------------------------------------- | -------------- |
| Austrália (ARIA)                      | 3              |
| Áustria (Ö3 Austria Top 40)           | 37             |
| Países Baixos (Dutch Charts)          | 38             |
| Alemanha (Offizielle Deutsche Charts) | 81             |
| Nova Zelândia (RMNZ)                  | 11             |
| Suécia (Sverigetopplistan)            | 32             |
| Reino Unido (UK Albums Chart)         | 4              |
| Estados Unidos (Billboard 200)        | 1              |

| Tabela (1993)         | Posição |
| --------------------- | ------- |
| Canadian Albums (RPM) | 56      |
| US Billboard 200      | 56      |

## Certificações e vendas
| País           | Certificação | Vendas    |
| -------------- | ------------ | --------- |
| Canadá         | Platina      | 100,000   |
| Estados Unidos | 2× Platina   | 2,000,000 |
| Reino Unido    | Platina      | 100,000   |